# 漢科科塔湖
16°4′S 68°19′W / 16.067°S 68.317°W
漢科科塔湖（Janq'u Quta），是玻利維亞的湖泊，位於該國西部拉巴斯省，處於於安第斯山脈的玻利維亞瑞阿爾山脈地區，長0.95公里、寬0.38公里，海拔高度4,701米。